# Money (Pink Floyd single)
"Money" er det sjette spor fra det engelske progressive rock band Pink Floyds album The Dark Side of the Moon fra 1973. Sangen er skrevet af bassisten Roger Waters og det første spor på den originale vinyl LP's 2. side, og er den eneste sang fra albummet der kom på top 20 på Billboard Hot 100. "Money" er specielt bemærkelsesværdig for de skæve taktarter 7/4-4/4, den karakteristiske basgang og det specielle "loop" i starten med de pengerelaterede lydeffekter: penge der rasler, et kasseapparat der ringer, osv.